# Pokigron
Pokigron ist ein überwiegend durch Saramaccaner (Marrons) bewohntes Dorf in Suriname im Distrikt Sipaliwini, unmittelbar südlich vom Brokopondo-Stausee, am linken Ufer des Suriname.
Pokigron wird durch circa 500 Personen bewohnt. Das Dorf ist für den Verkehr in das Buschland von besonderer Bedeutung, da es der letzte Ort am Suriname ist, der von der Hauptstadt Paramaribo aus über den Landweg zu erreichen ist. Der letzte Teilabschnitt der ehemaligen Sandpiste zwischen Paranam und Pokigron ist seit 2011 asphaltiert.
Von der Saramaccastraat in Paramaribo fahren täglich für den Personenverkehr umgebaute DAF-Lastwagen (die sogenannten „Jumbos“) und Kleinbusse über Paranam, Brokopondo und Brownsweg, westlich am Stausee entlang bis zum Flusshafen von Pokigron, Atjoni. Hier ist der Umschlagplatz für Personen und Güter, die durch Busse und Lastwagen – und mit Kanus (Korjale) – vom und zum Oberlauf des Suriname an- und abtransportiert werden.

## Dschungelkrieg
Während des Inland- oder Dschungelkrieges (1986 bis 1992) zwischen den beiden Protagonisten Ronnie Brunswijk als Anführer des Dschungel-Kommandos auf der einen und Desi Bouterse als Putschist und Oberbefehlshaber des Militärs auf der anderen Seite, kam der Ort auf besondere Weise in die Schlagzeilen. Anfang 1987 war Pokigron durch das Dschungel-Kommando besetzt. Das Militär setzte im September 1987 zu einem Gegenangriff an. Dabei sollen nach Angaben der Militärs 40 Mitglieder des Dschungel-Kommandos getötet worden sein. Diese Behauptung wurde später auf 15 getötete Mitglieder reduziert. Ein französisches Ärzteteam, das den Vorfall untersucht hatte, kam zu dem Ergebnis, dass es überhaupt nicht zu einer kämpferischen Auseinandersetzung zwischen den beiden Gruppen gekommen sei. Sie erklärten vielmehr, dass unschuldige Bürger ermordet worden seien.
Der Versuch durch die Militärs im Oktober 1987 unter Begleitung von Journalisten aus den Niederlanden vor Ort den Gegenbeweis für die Anschuldigungen zu liefern, stellte sich als zweifelhaft heraus.

### Urteil
Der Fall wurde vor dem Interamerikanischen Gerichtshof für Menschenrechte behandelt und die surinamische Regierung wurde am 10. September 1993 zu einer Schadensersatzzahlung verurteilt. Bis heute (2020) sind diese Ereignisse in Suriname nicht gerichtlich untersucht und verfolgt worden.